# Lou Barlow
Louis Barlow (Lou Barlow) é um baixista estadunidense nascido em 17 de Julho de 1966 em Daton, Ohio. Ficou famoso por seu trabalho no Dinosaur Jr. e após sua saída da banda, deu atenção a seu projeto paralelo, Sebadoh, uma banda de indie rock que foi uma das bandas a influenciar o Lo-fi.